# متحف ضحايا القصف الكيميائي (حلبجة)
متحف ضحايا القصف الكيميائي في مدينة حلبجة هو متحف يوثق ماتعرضت له مدينة حلبجة من جراء تعرضها للتدمير نتيجة عملية القصف في خضم الحرب العراقية الإيرانية، في يوم 16 أذار/مارس من سنة 1988م، ولقد افتتح المتحف في يوم 15 أيلول/سبتمبر من سنة 2003م، وتعود فكرة إنشاء المتحف بعدما طرح السيد جلال طالباني والذي يشغل حاليا منصب رئيس جمهورية العراق إنشاء مشروع نصب تذكارية في المدينة. وقد كان للسيد برهم صالح والذي يتولى حاليا منصب رئيس وزراء إقليم كردستان العراق دور مهم في بناء هذا المشروع.

## تصميم المتحف
متحف حلبجة من الناحية الهندسية على شكل دائرة. أنشئت وبنيت في مدخل المدينة على مساحة 1600 متر مربع وتبلغ ارتفاعها 1998 سم وتتكون من ستة عشر عمودا وأربعة أيادي وستة عشر أصبعا رفعت تلك الأيادي والأصابيع نحو السماء.وتظهر داخل الأيادي الكرة الأرضية كل هذه الأشياء إشارات إلى أن فاجعة مدينة حلبجة بالأسلحة الكيميائية فاجعة خلقها النظام العراقي آنذاك ومن أطراف الأعمدة تظهر دلالات دخان قنابل كيمياوية.

## معرض الصور

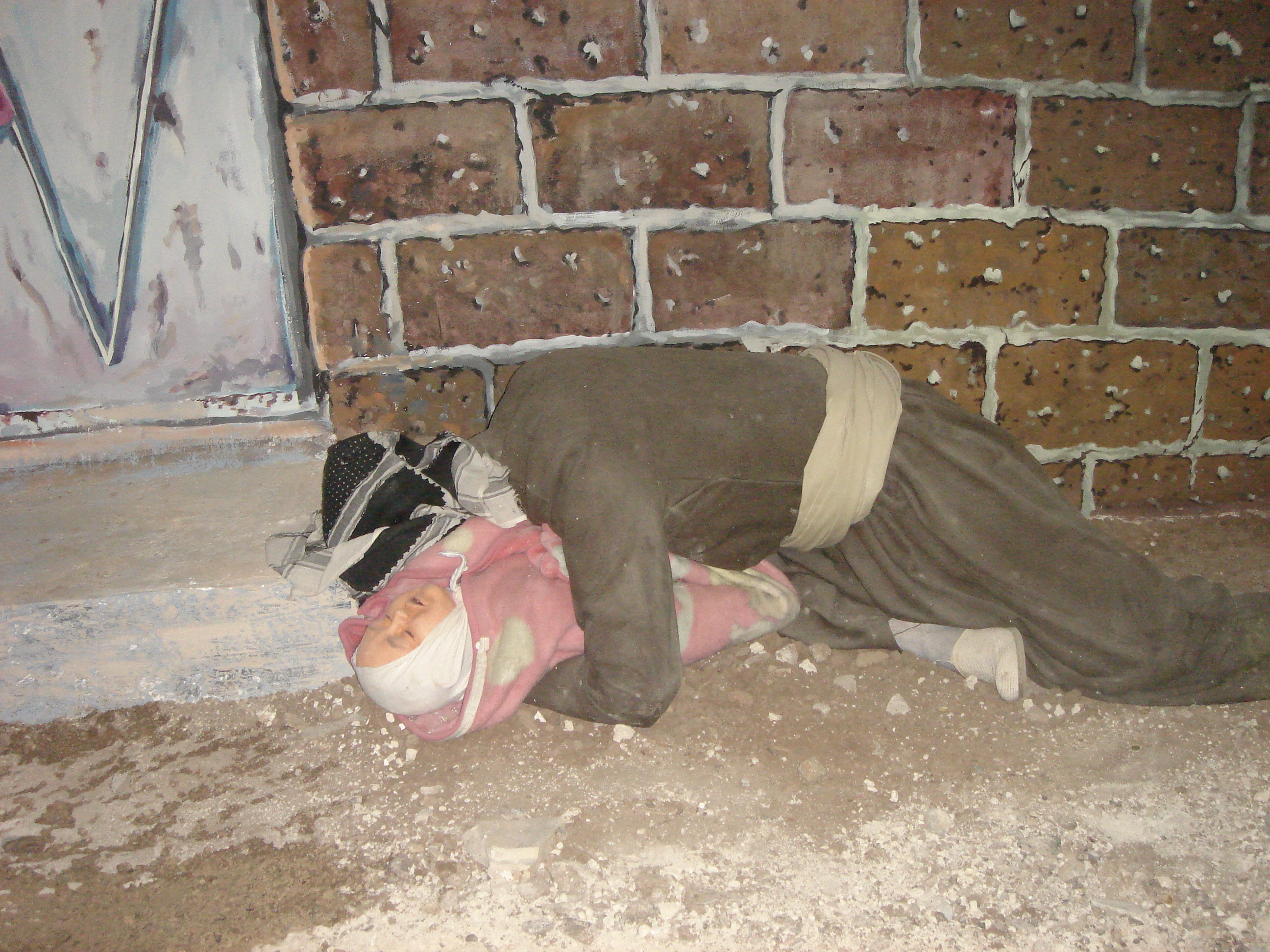
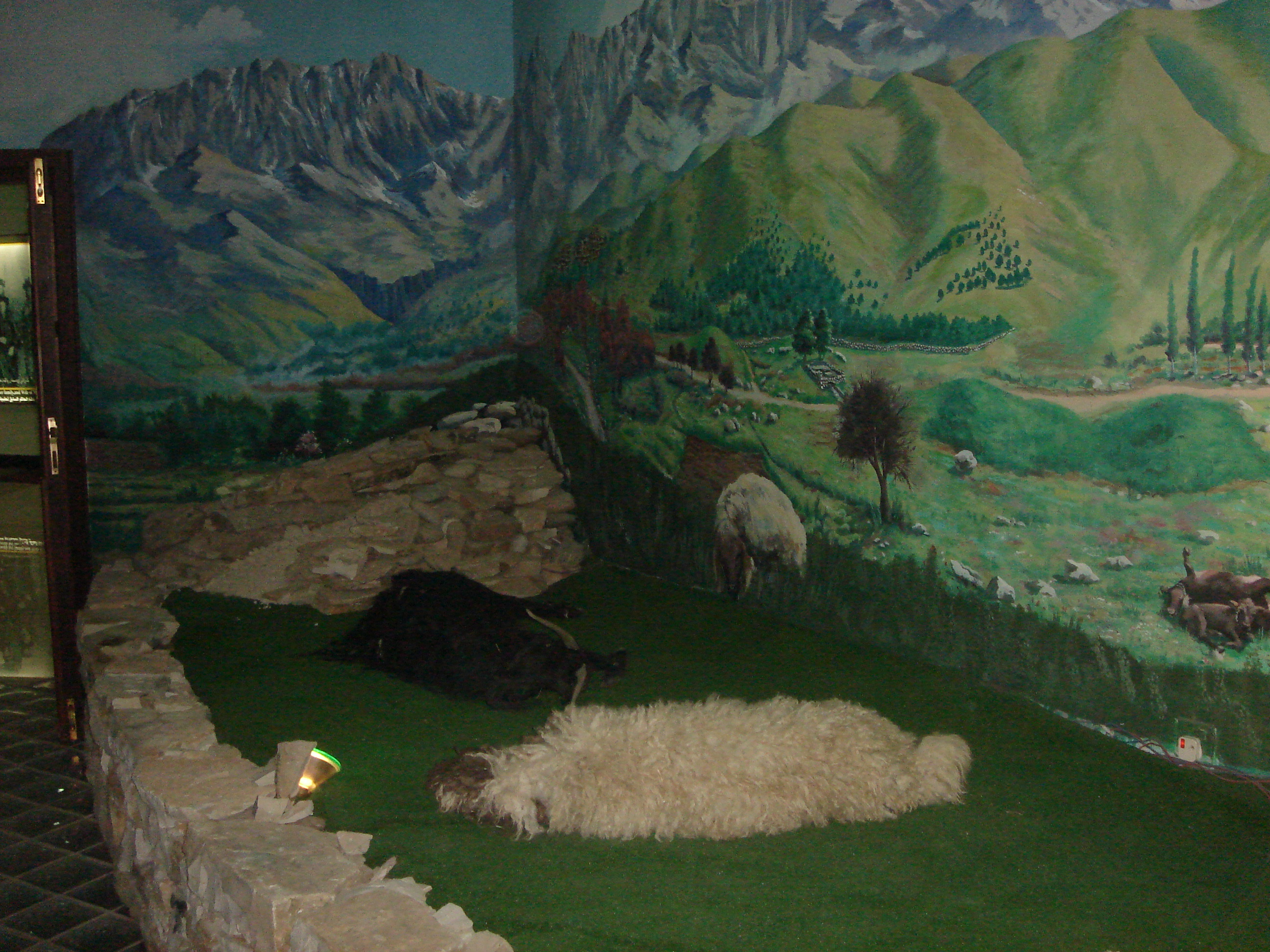
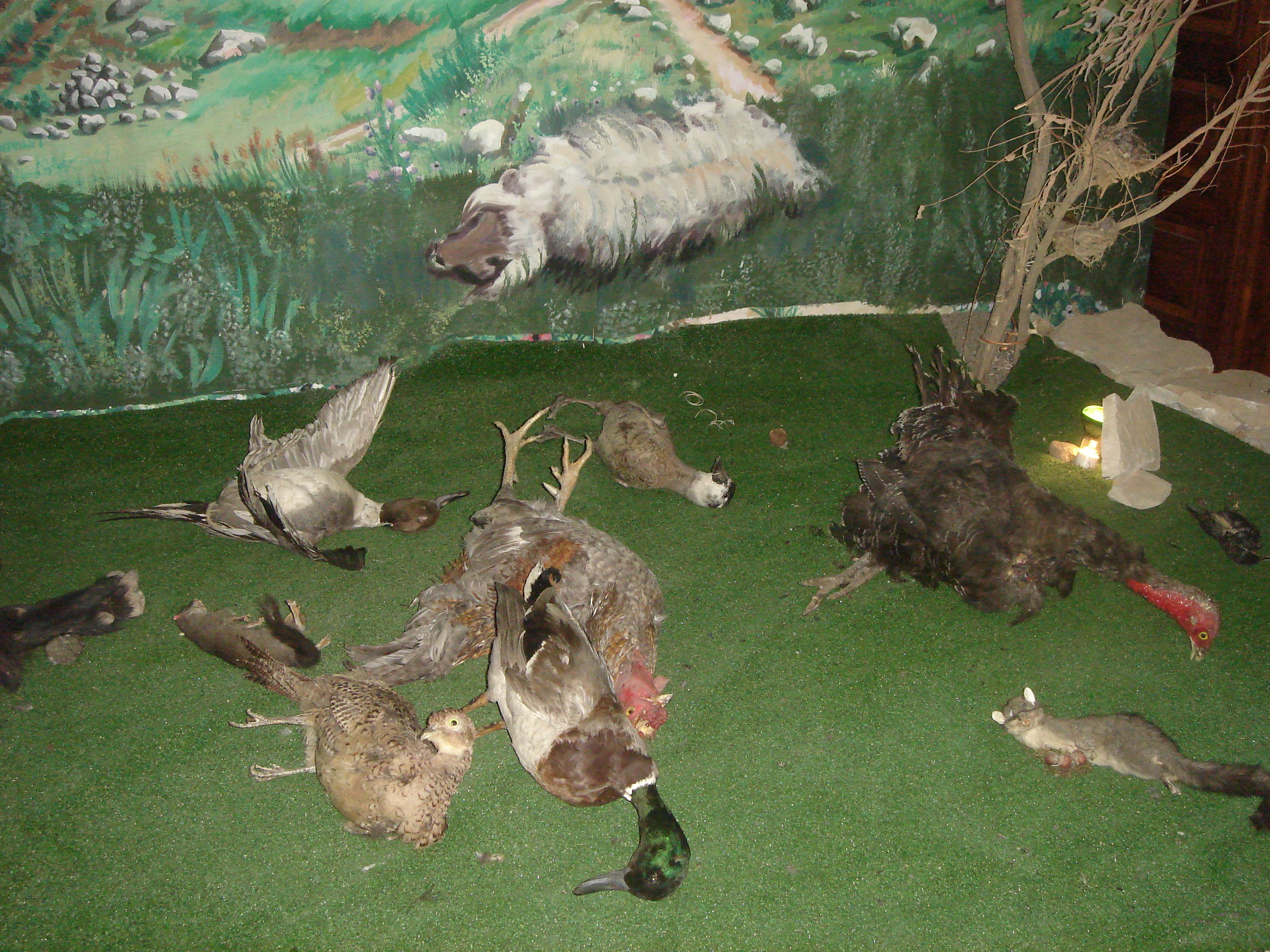